# 埼玉市
もしかして
- さいたま市

ではありませんか？